# María Paz García del Valle
María Paz García del Valle, nascuda en 1908, és una de les pioneres espanyoles en el camp de les ciències, i en concret en la Química.
Es va beneficiar de la relació que, en el primer terç del segle xx, es va establir entre les universitàries nord-americanes i espanyoles; en particular, la que es va establir entre la Junta per a l'Ampliació d'Estudis (JAE) i el International Institute for Girls in Spain (IIGS). Aquesta relació va tenir com a primera conseqüència la millora en la formació científica d'un grup de dones espanyoles, a través intercanvis d'estudiants i professores, i per l'establiment d'una línia de beques per a les joves graduades.
Es tenen molt poques dades biogràfiques de María Paz, encara que se sap que és una de les poques científiques d'aquesta època que va rebre instrucció de la seva mare, la qual cosa indica que aquesta també havia de comptar amb un nivell educatiu alt.
Va estar treballant, juntament amb altres 35 dones científiques espanyoles, en l'Institut Nacional de Física i Química (INFQ), que es coneix com el Rockefeller, nom que es va donar a l'edifici on es va establir la seu de l'Institut, ja que en construir-se i equipar-se, durant els anys 30, es va comptar amb el finançament de la Fundació Rockefeller.
La seva participació en el Rockefeller va acabar amb l'esclat l'any 36 de la Guerra Civil espanyola. L'Institut, que tenia les línies de recerca més prometedores en el camp de les ciències experimentals d'Espanya en aquest moment, estava organitzat en sis seccions, i María Paz pertanyia a la Secció d'Espectroscòpia, que estava dirigida per Miguel Antonio Català Sañudo, al costat de Dorotea Barnés González, Rosa Bernís Madrazo, Josefina González Aguado, Pilar de Madariaga Rojo, Pilar Martínez Sancho i Carmen Mayoral Girauta.
María Paz García del Valle va ser una de les vuit primeres dones científiques espanyoles pensionadas, per ampliar estudis a l'estranger i a més una de les tres que més tard serien professores aspirants de l'Institut-Escola, al costat de Pilar de Madariaga Rojo i Felisa Martín Bravo.
En entrar en el Rockefeler la tasca principal del curs 1930-31 va ser muntar el laboratori, i María Paz es va dedicar a la realització de treball bibliogràfic, reunint la bibliografia i ordenándola per autors i matèries. També va col·laborar amb el professor Català per reunir materials per a la publicació del seu estudi sobre els “multiplets”.
L'any 1932, María Paz va obtenir la pensió per anar a ampliar estudis d'espectroscòpia a Harvard.
Segons apareix en les “Memòries de la JAE” del curs 1933-34, la recerca de María Paz es va centrar a preparar una xarxa de difracció en el buit amb el llum, també en el buit.
En 1934 es té constància que va participar en les activitats desenvolupades entorn a la Càtedra Conde de Cartagena al costat del professor Català.